# Kościół św. Bartłomieja w Trzanowicach
Kościół św. Bartłomieja w Trzanowicach – kościół filialny w Trzanowicach. 

## Opis
Kościół to jednonawowa budowla w stylu neogotyckim zwieńczona wielokątnym prezbiterium. Fasada jest zdominowana przez pryzmatyczną wieżę z masywnymi słupami szarego muru na rogach. Fasada kościoła jest również podzielona filarami podobnymi do wieży. Wcześniej na miejscu budowli stał starszy drewniany kościół, również poświęcony św. Bartłomiejowi, który stał kilka metrów dalej, a jego destrukcja była przeprowadzana równocześnie z budową nowego kościoła.

## Historia
Pierwotny drewniany kościół w Trzanowicach stylem budowy odpowiada drugiej połowie XV wieku, jednak pierwsza wzmianka o nim pochodzi aż z 1652 roku, kiedy należał jeszcze luteranom. 24 sierpnia 1654 roku odebrano go luteranom i przekazano Kościołowi rzymskokatolickiemu. Kościół był wówczas synowskim kościołem należącym do parafii Gnojnika. Protokół wizytacji z 1804 r. mówi o tym, że kościół był już wtedy w bardzo złym stanie i nie dokonano żadnych innych napraw, ponieważ Bernard Gałgon, właściciel Trzanowic Dolnych, obiecał pieniądze na budowę nowego murowanego kościoła. Budowy nowego kościoła jednak nie dokonano i dlatego stary kościół, zamknięty ze względu na swój stan techniczny, został całkowicie zrekonstruowany na koszt Bernarda Gałgona w 1817 roku. Zgniłe belki wymieniono, a kratownicę i wieżę, która już nie stała obok niej, osadzono na dachu.
Budowa nowego kościoła rozpoczęła się dopiero w 1902 roku, kiedy drewniany kościół musiał zostać zamknięty z powodu złego stanu. Projekt i budowę kościoła powierzono budowniczemu z Cieszyna, Albertowi Dostalowi. Koszt budowy prawie się podwoił w porównaniu z zakładanym budżetem, a gmina zadłużyła się na wiele lat. 26 grudnia 1904 roku został kościół konsekrowany przez dziekana Cieszyna Jana Sikorę w obecności biskupa wrocławskiego Jerzego Koppa.
Stojący w pobliżu stary kościół został sprzedany przez gminę chłopu Karolowi Kokotkowi w 1903 roku za 400 koron, kościół został stopniowo rozebrany i sprzedany na drewno opałowe. Ze starego kościoła zachowały się dwa żyrandole, cztery dzwonki i zdjęcie patrona kościoła. Wszystkie te rzeczy umieszczono w nowym kościele.
Podczas I wojny światowej zarekwirowano trzy dzwony, duży z 1879 roku i dwa mniejsze, pochodzące z drewnianego kościoła.